# NGC 1557
NGC 1557 је група звезда у сазвежђу Хидрус која се налази на NGC листи објеката дубоког неба.
Деклинација објекта је - 70° 30' 30" а ректасцензија 4h 13m 14,0s. Привидна величина (магнитуда) објекта NGC 1557 износи 12,7. NGC 1557 је још познат и под ознакама ESO 55-**15.